# Psephenops haitianus
Psephenops haitianus là một loài bọ cánh cứng trong họ Psephenidae. Loài này được Darlington miêu tả khoa học đầu tiên năm 1936.